# Tetralonia taprobanicola
Tetralonia taprobanicola är en biart som beskrevs av Embrik Strand 1913. Tetralonia taprobanicola ingår i släktet Tetralonia och familjen långtungebin. Inga underarter finns listade i Catalogue of Life.